# Nick Kergozou
Nicholas "Nick" Kergozou (Invercargill, 8 de desembre de 1994) és un ciclista de Nova Zelanda, que s'ha especialitzat en el ciclisme en pista.

## Palmarès en pista
- 2015
  -  Campió d'Oceania en Persecució per equips (amb Cameron Karwowski)
  -  Campió d'Oceania en Persecució per equips (amb Hayden Roulston, Luke Mudgway i Aaron Gate)
- 2017
  -  Campió de Nova Zelanda en Persecució per equips

### Resultats a laCopa del Món
- 2017-2018
  - 1r a Milton i Santiago de Xile, en Persecució per equips

## Palmarès en ruta
- 2016
  - Vencedor d'una etapa al Tour of the Great South Coast